# 国際ペットワールド専門学校
国際ペットワールド専門学校（こくさいペットワールドせんもんがっこう、英語：International Pet World College）は、新潟県新潟市中央区にある専門学校。学校法人国際総合学園（NSGグループ）が運営。略称はWaN（ワン）。

## 概要
2000年4月、新潟県で最初にできた動物・水生生物を学べる新潟県唯一の動物系総合専門学校。2022年1月現在は10学科15コースの課程を有し、文部科学省の定めた「職業実践専門課程」に認定されている。
日本愛玩動物協会養成指定校、日本小動物獣医師会認定校にも認定。
産業能率大学（東京・世田谷区）、自由が丘産能短期大学（東京・世田谷区）との教育連携により、WaNで学ぶ「動物の専門知識・技術」＋大学・短大で学ぶ「心理学・経営・ビジネス教養」大学・短大併修制度を全学科希望制で選択可能。併修修了で学士・短期大学士の学位、WaNの4年制学科卒業者は高度専門士の学位を合わせて取得できる。
2018年9月、学内に新潟市初の動物夜間急患センター新潟が併設され、新潟県内44軒の動物病院の協力により動物の夜間急患対応を行っている。

## 校舎
8階建て校舎2棟、5階建て新校舎1棟の3棟を有する。校舎内にはバリアフリー対策の一環でエレベーターが設置されている。
校舎内には動物夜間急患センターとして利用されている動物病院実習室、グルーミング実習室、トレーニング実習室、飼育管理実習室など動物に関わる施設をはじめ、マリン実習室やネイチャーアクアリウム実習室など水生生物の生体・水槽管理を専門的に学べる施設がある。

## 沿革
- 2000年1月　設置認可[3]
- 2000年4月　新潟県知事認可を受け開校[3]
- 2001年4月　（株）アクアデザインアマノと教育提携[3]
- 2002年12月　日本愛玩動物協会 愛玩動物飼養管理士養成指定校となる[3]
- 2003年2月　日本小動物獣医師会 動物看護師認定校となる[3]
- 2004年4月　「ドルフィンパシフィック(パラオ共和国)」と教育連携契約[3]
- 2004年4月　第二校舎増設[3]
- 2018年9月　動物夜間急患センター新潟併設[6]
- 2021年4月　第三校舎増設[8]

## 特色
動物看護師、トリマー、動物飼育員、ドッグトレーナー、ペットショップスタッフなど動物に関わる職種を目指せるだけでなく、アクアリウムクリエーター、水族館スタッフ、ドルフィントレーナーなど水生生物に関わる職種を目指すことができる。
動物の愛護福祉に力を入れている学校であり、学校飼育動物の多くは動物愛護センターなどから保護した動物で、学内でも譲渡活動を行っている。
また、ネイチャーアクアリウムで世界的に有名な㈱アクアデザインアマノと世界で唯一の教育連携を結んでおり、同社へ多くの卒業生を送り込んでいる。

### 動物夜間急患センター
2018年9月、新潟県獣医師会の有志とWaNの連携で学内に新潟市初の夜間救急動物病院が併設される。日中は学生の実習施設、夜は動物のための夜間救急病院として運営されている。

### ClubWaN
授業の一環で行われている学内ペットサロンである。地域の一般家庭犬がモデル犬となり、学生がトリミングサービスを実施している。事前登録・予約制で、平日の授業時間のみ行われる。

### 犬のしつけ方教室
一般家庭犬と飼い主を対象にしたドッグトレーニングの教室である。授業の一環で行われており、プロのドッグトレーナーと学生のサポートを受けながら約半年間かけて開催される。事前登録・予約制で、平日の授業時間のみ行われる。

### アニマルセラピー
現在注目が高まるアニマルセラピーの実習授業で学生が学校飼育動物を連れて介護福祉施設へ訪問活動を行っている。ボランティア活動も兼ね、年間のべ30施設を訪問している。